# Partit de la Unitat (Hongria)
El Partit de la Unitat (en hongarès Egységes Párt) va ser el partit governant del Regne d'Hongria del 1922 al 1944.

## Història
Fundat a principis de 1922 a partir de la fusió del Partit de la Unió Nacional Cristiana (KNEP) i el Partit Independent de Petits Propietaris (FKgP), va guanyar per majoria a les eleccions legislatives del mateix any. Tot i que va néixer com una organització arreplegadora conservadora i agrària, a principis dels anys trenta el partit va partir una forta crisi interna: el Primer Ministre i President del partit Bethlen va haver de dimitir en el context de la Gran Depressió i la facció del FKgP va abandonar el partit per reactivar-se de manera independent, el que va ser aprofitat per la seva facció ultranacionalista i feixista, liderada per Gyula Gömbös, que va créixer fins a convertir-se en la més influent. Un cop va esdevenir Primer Ministre, van rebatejar el partit com a Partit de la Unitat Nacional (Nemzeti Egység Pártja), declarant la seva intenció d'aconseguir "el control total de la vida social de la nació" i una "nació hongaresa unitària sense distincions de classe".
Al 1934, després d'un pacte secret amb el FKgP, Gömbös va poder deslliurar-se de la tutela de Bethlen, efectuant una purga en el govern i l'exèrcit, el que va provocar l'abandonament del partit tant de Bethlen com dels seus seguidors. Tanmateix, a les eleccions de 1935 el partit va tornar a ampliar la seva majoria amb el 72% dels escons, avançant en la consecució d'un sistema corporativista.
Posteriorment, la situació al país, al partit i al mateix govern s'aniria deteriorant, plantejant-se Horthy la destitució de Gömbös com a millor solució, però va morir per causes naturals el 6 d'octubre de 1936, anticipant el canvi. El seu substitut com a Primer Ministre, Kálmán Darányi, d'orientació més moderada, va pretendre recuperar la posició original del partit. Així, va instal·lar a conservadors al govern, va prohibir organitzacions d'extrema dreta com el Partit Nacionalsocialista Hongarès, entre altres mesures.
El context internacional d'ascens de Hitler i les faccions ultranacionalistes a l'entorn d'Hongria, així com a nivell intern, van provocar que Darányi comencés a intentar apaivagar-los complint algunes de les demandes, permetent el retorn del Partit de la Creu Fletxada i dotant-los de posicions en el govern. Superat per les contradiccions entre conservadors i feixistes, Darányi va presentar la seva dimissió el 12 de maig de 1938, sent substituït pel més carismàtic Béla Imrédy.
Al febrer de 1939, el partit va ser rebatejat com a Partit de la Vida Hongaresa (en hongarès: Magyar Élet Pártja). Pocs dies després, Béla Imrédy va haver de dimitir al descobrir-se una avantpassada jueva, sent substituït per Pál Teleki.

## Resultats electorals

### Assemblea Nacional
| Any  | Vots      | Vots  | Vots | Escons    | Escons | Pos. | Govern  | Leader         |
| Any  | #         | %     | ±    | #         | +/−    | Pos. | Govern  | Leader         |
| ---- | --------- | ----- | ---- | --------- | ------ | ---- | ------- | -------------- |
| 1922 | 623,201   | 38.2% | 38.2 | 140 / 245 | 140    | 1r   | Majoria | István Bethlen |
| 1926 | 482,086   | 42.2% | 4.0  | 161 / 245 | 21     | 1r   | Majoria | István Bethlen |
| 1931 | 603,576   | 40.0% | 2.2  | 149 / 245 | 12     | 1r   | Majoria | István Bethlen |
| 1935 | 879,474   | 44.6% | 4.6  | 164 / 245 | 15     | 1r   | Majoria | Gyula Gömbös   |
| 1939 | 1,824,573 | 49.5% | 4.9  | 181 / 260 | 17     | 1r   | Majoria | Pál Teleki     |